# Normandia nitens
Normandia nitens är en skalbaggsart som först beskrevs av Müller 1817.  Normandia nitens ingår i släktet Normandia, och familjen bäckbaggar. Arten är reproducerande i Sverige.